# Candelariella canadensis
Candelariella canadensis är en lavart som beskrevs av Hugo Magnusson. Candelariella canadensis ingår i släktet Candelariella och familjen Candelariaceae.   Inga underarter finns listade i Catalogue of Life.